# Georg Zacharias
Georg Albert Zacharias (ur. 14 czerwca 1884 w Gdańsku, zm. 31 lipca 1953 w Berlinie Zachodnim) – niemiecki pływak, mistrz olimpijski, uczestnik Letnich Igrzysk Olimpijskich 1904 w Saint Louis.
Podczas igrzysk olimpijskich w Saint Louis zdobył złoty na 440 jardów stylem klasycznym i brązowy medal na 880 jardów stylem grzbietowym. Pomimo takich sukcesów nie startował ponownie na igrzyskach, ani na Olimpiadzie Letniej.